# Candelaria Loxicha
Candelaria Loxicha (del idioma zapoteco: Loho, xicha ‘Lugar de, piña’‘Lugar de piñas’) es una población del estado mexicano de Oaxaca, localizada en la Sierra Sur de la entidad, es cabecera del municipio del mismo nombre.

## Historia
El origen de lo que el día de hoy es el pueblo de Candelaria Loxicha se remonta de acuerdo a la tradición oral contada entre los vecinos del lugar a una antigüedad aproximada de 300 años, sin contarse con fecha fehaciente para establecer dichos datos, de acuerdo a esta tradición el origen del pueblo fue una ranchería donde se congregó población proveniente del pueblo de San Agustín Loxicha, esta ranchería era denominada Ranchería del río San Juan, dicha localidad fue creciendo a lo largo de los años, tras la Independencia de México y la creación del estado de Oaxaca quedó circunscrita en el municipio de San Agustín Loxicha, y finalmente el 7 de diciembre de 1881 un decreto del Congreso de Oaxaca publicado por el entonces gobernador Porfirio Díaz le dio oficialmente el carácter de pueblo y el nombre de Candelaria Loxicha por lo que se considera fecha oficial de fundación del pueblo:

Decreto Num 12, Artículo 1.- Se erige el pueblo en la ranchería del río San Juan, perteneciente al pueblo de San Agustín Loxicha, del distrito de Pochutla, llevando por nombre Candelaria Loxicha.
7 de diciembre de 1881

Finalmente, el 23 de octubre de 1891 fue creado el municipio de su nombre segregándolo de San Agustín Loxicha y elevada en consecuencia al carácter de cabecera municipal del mismo.

## Localización y demografía
Candelaria Loxicha se encuentra en el sur del estado de Oaxaca, rodeada por las montañas de la Sierra Madre del Sur, sus coordenadas geográficas son 15°55′32″N 96°29′30″O / 15.92556, -96.49167 y tiene una altitud de 445 metros sobre el nivel del mar, su principal vía de comunicación es la Carretera federal 175 que la cruza de norte a sur, hacia el sur la une con San Pedro Pochutla 32 kilómetros y con Puerto Ángel a 42 kilómetros, hacia el norte la comunica con Miahuatlán de Porfirio Díaz a 100 kilómetros y con la capital del estado, Oaxaca de Juárez, a unos 200 kilómetros.
De acuerdo a la resultados del Censo de Población y Vivienda realizado en 2020 por el Instituto Nacional de Estadística y Geografía, la población total de Candelaria Loxicha es de 11, 166 habitantes, de los que 5, 450 son hombres y 5, 716 son mujeres.